# Alberto Ghergo
Alberto Ghergo (ur. 23 lutego 1915 w Rzymie, zm. 1 października 1986 tamże) – włoski polityk i ekonomista, poseł do Parlamentu Europejskiego I kadencji.

## Życiorys
Ukończył studia ekonomiczne, zawodowo pracował jako dyrektor w przedsiębiorstwach. Zaangażował się w działalność polityczną w ramach Chrześcijańskiej Demokracji. W latach 60. sprawował funkcję dyrektora generalnego w ministerstwie pracy i spraw społecznych. W 1979 uzyskał mandat posła do Parlamentu Europejskiego. Przystąpił do Europejskiej Partii Ludowej, od 1983 do 1984 zasiadał w jej prezydium. Należał m.in. do Komisji ds. Środowiska Naturalnego, Zdrowia Publicznego i Ochrony Konsumentów oraz Komisji ds. Socjalnych i Zatrudnienia. Jako europoseł przygotował raport dotyczący wykorzystania ludzkich zarodków w przemyśle.
Odznaczony m.in. Medalem Schumana, nadawanym przez Europejską Partię Ludową (1988).